# Булози (Источни Стари Град)
Булози су источносарајевско насеље у општини Источни Стари Град, град Источно Сарајево, Република Српска, БиХ. Према попису становништва из 1991. у насељу је живјело 278 становника.

## Географија
Булози су сједиште истоимене мјесне заједнице.

## Историја
У селу се налази средњовјековни град Ходидјед.

## Становништво
| Демографија | Демографија | Демографија |
| Година      | Становника  | Становника  |
| ----------- | ----------- | ----------- |
| 1961.       | 454         |             |
| 1971.       | 381         |             |
| 1981.       | 373         |             |
| 1991.       | 278         |             |